# Reginald Rodrigues
Reginald Rodrigues (1922.) je bivši indijski hokejaš na travi. 
Osvojio je zlatno odličje igrajući za Indiju na hokejaškom turniru na Olimpijskim igrama 1948. u Londonu.

## Vanjske poveznice
- Profil na Database Olympics
- Profil na Sports-Reference.com  Arhivirana inačica izvorne stranice od 22. listopada 2012. (Wayback Machine)